# Half-Life 2: Episode Two
Half-Life 2: Episode Two är ett datorspel i Half-Life-serien. Detta är den andra av två episoder som fungerar som uppföljare till Half-Life 2. Spelet släpptes på Steam den 10 oktober 2007 och i handeln den 18 oktober. 
Spelet ingår i ett paket vid namn The Orange Box, vilket även innehåller Half-Life 2, Half-Life 2: Episode One, Team Fortress 2 och Portal.

## Spelupplägg
Som spelets föregångare spelas detta spel i förstapersonsskjutare med Gordon Freeman som huvudkaraktär, där han får slåss mot Combines trupper och andra utomjordiska varelser. Banorna är linjära, men har en öppnare miljö som består av pussel- och actionorienterade utmaningar. I spelet finns det också många sekvenser där fordon används. 
Ett av målen med Episode Two var att spelaren skulle i högre grad använda sig av fordon på de öppna ytorna. Spelet behåller dock sin ursprungliga linjära stil under hela dess längd. Episode Two har fler pusselorienterade uppgifter än Episode One, inklusive den största fysiska pusselorienterade uppgiften hittills i serien, vilken är en skadad och instabil bro som spelaren ska ta sig över.
Spelet har så kallade prestationer, som liknar Playstation 3:s Trophies och Xbox Lives Achievements. Dessa prestationer erhålls då spelaren utför vissa bestämda uppgifter. Vissa prestationer erhålls i samband med spelets framsteg, alltså genom att föra spelet vidare i handling. Vissa andra prestationer är mer valfria knep, till exempel att döda en Combine-soldat med dennes egen granat, eller att köra över ett antal fiender med bilen.

### Fiender
I Episode Two presenteras en ny fiende, kallad Hunter, vilken kunde ses ur en kort sekvens från Episode One. Dessa Hunter(s) är en av de farligaste fienderna i spelet. De är kraftfulla och elastiska, där spelaren ofta måste springa ifrån dem för att undkomma skada och komma på ett nytt sätt att slå tillbaka. Episode Twos miljöer är utformade för dessa scenarier.
I en intervju från augusti 2006, av PC Gamer, meddelades det att en Hunter är 2,4 meter lång. Spelets projektledare, Erik Johnson, säger att Hunters är "stora och imponerande, samt att de kan gå på samma ytor som spelaren kan", vilket medför att spelaren kan stöta på dessa både inom- och utomhus. Ted Backman, grafisk senior hos Valve, talar om hur Hunters kan uttrycka känslor, trots att de inte är någon mänsklig spelfigur. "Vi vill att Hunters ska kunna uttrycka nervositet eller aggression, [för att visa dig] om den är aggressiv, skadad eller ilsken." Hunters är mycket aggressiva och tenderar att arbeta i grupp, men de kan också fungera som stöd åt Combine-trupper. I slutet av spelhandlingen kan man se Hunters som eskorterar Striders, där dessa Hunters använder sina flechetter för eldstrid.
Den primära attacken från en Hunter är att skjuta salvor från dennes flechette-mynning. Fyra flechetter är tillräckligt för att förånga (men andra ord: döda) en vanlig mänsklig soldat. Om flechetterna inte träffar något levande föremål så laddas de upp under några sekunder för att slutligen explodera, vilket i sin tur medför mindre skador på allt i deras närhet. Hunters kan också utföra laddningsattacker samt slå med sina ben om spelaren är för nära. Hunters är sårbara för alla vapen, men som kompensation är de väldigt elastiska. Explosioner, energibollar och kastade föremål (med hjälp av The Gravity Gun) är effektivast för att slå ner en Hunter. I utomhusmiljöer kan de köras över med ett fordon.
Två nya typer av antlions dyker upp i spelet. Den första är en ofarlig och maskliknande varelse, som både kan ge hälsa åt spelaren samt fungerar som en ljuskälla bland de mörka grottorna där de ofta finns. Det finns totalt 333 stycken av dessa i Episode Two, och genom att döda alla dessa får spelaren en prestation uppklarad. Den andra typen av antlions är Antlion Worker, också kallad Acid-lion, vars kropp producerar en kraftfull och giftig syra. Förutom att den kan spotta syra, så exploderar den också när den dör, vilket medför att syra slungas ut inom en kort radie, där spelaren måste iaktta försiktighet vid närstrid. Trots att de funktionsutseendemässigt liknar bullsquids från originalspelet Half-Life, är de egenskapsmässigt likt en poison headcrab. Det finns också en ny (tredje typ) variant av Antlion Guards, men som i Episode Two kallas Antlion Guardians. Dessa är, som de maskliknande varelserna, självlysande i mörker. Spelaren kommer att stöta på dessa när denne (Gordon) försöker stjäla larvextrakt från dem.

### Vapen
I Episode Two får Gordon Freeman själv inga nya vapen. Istället valde Valve att göra ytterligare användningsförbättringar av The Gravity Gun, som spelaren använder för att kasta stora föremål. De nya föremål som introduceras i detta spel är stockar och små butantankar som ska vara enklare att rikta, när man kastar, än de stora bränslefaten.
I slutet av spelet använder spelaren så kallade Magnusson Devices, där dess designer, Dario Casali, beskriver dessa som en "klistrig bomb som man skjuter mot en Striders buk och som då kommer att suga ut kraft från Striderns inre kraftkälla". Spelaren använder The Gravity Gun för att skjuta och fästa en bomb mot en Strider. För att detonera bomben, och därmed förstöra målet, måste spelaren avlossa skott (med ett annat vapen) mot bomben. Hunters, som eskorterar Striders, har alltid som prioritet att förstöra dessa bomber innan de detoneras. Detta kan ske antingen när spelaren håller i en bomb eller när bomben är fastklistrad på en Strider men som då inte har hunnit detoneras.

### Fordon
Under stora delar av spelet använder spelaren en bil som liknar en 1969 års modell av Dodge Charger, men där många originaldelar har blivit utbytbara mot andra delar. Bland annat verkar den ha blivit uppgraderad i prestanda samt att ett radarsystem installeras senare i handlingen för att underlätta för spelaren att hitta speciella förnödenhetslådor. I den sista kampen monteras en hylla för Magnusson Devices i den bakre delen av bilen. Även radarsystemet uppgraderas då, för att kunna detektera fiender och finna nya Magnusson Devices för upphämtning. En målsökningsenhet är också installerad i Gordons skyddsdräkt (HEV-dräkt). Denna målsökningsenhet kommer att visa var spelarens bil befinner sig, vilket underlättar då det råder stort kaos under den sista kampen. Målsökningsenheten kommer att synas i spelarens head-up-display.

## Handling
Man spelar än en gång som Gordon Freeman, som nu har tagit sig ut ur City 17, precis innan Citadellet exploderade och jämnade hela staden med marken. Han och Alyx Vance måste ta sig till motståndsrörelsens högkvarter i White Forest med den viktiga informationen som de hittade i Citadellet. Man får även möta ett antal nya fiender.

### Kapitel
- 1: Mot White Forest

Man vaknar upp i tågvagnen som man åkte ifrån City 17 i slutet av Episode One. Alyx hjälper en ur den och man hittar en videolänk där man tar kontakt med Eli och Kleiner i White Forest, dit större delen av rebellerna från City 17 tagit sig. Man får reda på att informationen som Alyx fick tag på i Citadellet är mycket viktig och att de måste ta med den till White Forest så fort som möjligt. Man upptäcker en övergiven järnvägsstation där en så kallad Hunter skadar Alyx svårt. En vortigaunt hjälper en att frakta Alyx till sina vänner. 
- 2: Vortalt Fatalt

På vägen ner till vortigauntens vänner i gruvan hamnar man i ett antlion-bo och får slåss mot massor med antlions. När man kommer ner till vortigauntens vänner anfaller horder av antlions men till slut lyckas man döda alla. Medan vortigaunterna helar Alyx kontaktar G-man en och säger att han inte har kunnat prata förrän vortigaunterna var distraherade. Han säger också till Alyx att hon ska säga följande ord till sin far: Var beredd på oförutsedda följder.
- 3: Freeman Brobyggaren

När man kommer ut ur gruvan ser man på avstånd att The Combine är på väg med sin armé till White Forest. Alyx säger att de måste hinna före dem för att varna rebellerna innan de anfalls. Vortigaunten följer med och hjälper till att finna en bil. Det visar sig dock att den finns på andra sidan av en mycket svårt skadad bro. För att komma åt bilen måste man gå igenom dalen under bron som är fylld med zombier och radioaktivt avfall.
- 4: I Passagerarsätet

När man fått tag på bilen börjar resan mot White Forest. I hela detta kapitel färdas man i bilen genom skogarna runt City 17. Kapitlet påminner om kapitlen "Vattenfara" och "Landsväg 17" från Half-Life 2. 
- 5: Under Radarn

Bilens motor går sönder, men några rebeller i ett närliggande gömställe erbjuder sig att laga den mot att man hjälper dem med att förstöra en automatkanon som The Combine har satt upp för att spärra vägen en bit därifrån.
När man till sist kommit fram till White Forest hälsas man av Dog (Alyx mekaniska husdjur) som vill tävla den sista biten.
- 6: Vår gemensamme fiende

I nästan hela detta kapitel pratar alla. Alyx förenas med sin far och man möter Dr. Magnusson. Man får se raketen de arbetat på. Man får se den viktiga informationen som Combine jagat Alyx och Gordon för. Eli Vance pratar om den mystiske G-Man. Sen säger Dr. Magnusson att trampare är på väg mot raketen för att förstöra den.
- 7: T-Minus Ett

I det sista kapitlet skickar man iväg Dr. Magnussons raket och stänger Combineportalen. Informationen som Alyx fick tag i dekrypteras och man får reda på att The Combine har hittat The Borealis, ett forskningsskepp som användes för att testa teleporteringsteknik, som försvann plötsligt under ett experiment lett av Black Mesa-rivalen Aperture Science.
Man ska tillsammans med Alyx flyga dit i en helikopter, men på vägen dit stoppas man av ett par Combine Advisors, som dödar Eli innan Dog hinner överraska och jaga iväg dem. Sedan tonar bilden ut i svart.

## Utveckling
Episode One och Episode Two utvecklades samtidigt av ett utvecklingslag lett av David Speyrer. Denna samtidiga utveckling förbättrade handlingen mellan de två spelen, som i sin tur gav en fördjupad historia. Tekniken som användes var densamma för båda spelen, så att utvecklingslaget snabbt kunde lösa några tekniska problem oavsett spel. Många av problemen var ofta på grund av multiplattform.
Ett tillkännagivande gjordes den 13 juli 2006 där det framgår att Episode Two skulle släppas till både Xbox 360 och Playstation 3, utöver PC. Från början ryktades det om att Episode Two skulle vara försenad till 2008. Den 14 juni 2007 bekräftade Valve att utgivningsdatumet för Episode Two skulle bli den 9 oktober 2007 för samtliga annonserande format. Valve hanterade utvecklingen av spelet för PC och Xbox 360, medan Electronic Arts kontor i Chertsey arbetade med Playstation 3-versionen av spelet. Den 7 september 2007 meddelades det att Playstation 3-versionen skulle bli försenad eftersom utvecklingsstudion låg i Storbritannien, långt borta från Valves utvecklingslag och var därmed försenad i sitt schema. Valves marknadschef, Doug Lombardi, försäkrade att Xbox 360-, Playstation 3- och PC-versionerna av spelet skulle vara identiska i funktionalitet och prestanda.

### Musik
Spelets soundtrack komponerades av Kelly Bailey som också komponerade musiken för de andra spelen i Half-Life-serien. Musiken används sparsamt under spelets gång. Det är främst under scener där stora händelseutvecklingar eller viktiga actionsekvenser äger rum, till exempel när en stor grupp av antlions kommer till attack, eller när spelaren kör bil under en lång sträcka samtidigt som denne blir beskjuten av en helikopter. Soundtracket ingår i den ryska utgåvan av The Orange Box, och finns också till försäljning separat. Ett kommentarspår finns också med i spelet, liksom i Episode One och Lost Coast.
En anmärkningsvärd förändring är röstskådespelaren Tony Todd, som gör rösten åt vortigaunterna. Han ersätter rollen som Louis Gossett Jr. hade. Adam Baldwin är röstskådespelare åt flera civila och rebelliska NPC:er (från motståndsrörelsen), där kanske den mest särskilda NPC-karaktären är den som informerar spelaren om Stridernas positioner i det näst sista kapitlet.

## Mottagande
| Mottagande               | Mottagande    |
| Samlingsbetyg            | Samlingsbetyg |
| Tjänst                   | Betyg         |
| ------------------------ | ------------- |
| Gamerankings             | 90,68 %       |
| Metacritic               | 90/100        |
| Recensionsbetyg          |               |
| Publikation              | Betyg         |
| 1UP.com                  | A+            |
| Computer and Video Games | 9/10          |
| Eurogamer                | 9/10          |
| Gamespy                  | [ 21 ]        |
| IGN                      | 9,4/10        |
| PC Gamer UK              | 93 %          |
| New York Times           | 86 %          |

Half-Life 2: Episode 2 fick många hyllningar. Spelet fick ett genomsnittligt betyg på 90,68 procent av samlingsbetygshemsidan Gamerankings, som baserade betyget på 22 recensioner. På en annan samlingsbetygshemsida, kallad Metacritic, fick spelet ett genomsnittligt betyg på 90/100, baserat på 21 recensioner.
Dan Adams från IGN betygsatte spelet till 9,4/10 och prisade dess förbättringar angående visuella och expansiva miljöer. Men han påpekade också den korta längden, på 6 timmar, som en nackdel. Han sa: "Oavsett hur man ser på det, framträder Episode Two, även bland de andra i Half-Life-serien, som något speciellt… en stark upplevelse inpackad i uppskattningsvis sex timmar eller så, som erbjuder all mångfald, bandesign och tankeväckande spel vi känner till, samtidigt som man försöker driva handlingen framåt men lämnar oss som vill ha mer". Bit-Tech gav spelet 10/10 poäng, med hänvisning till hur bra handlingen vänder samt införandet av sidohandlingar och nya karaktärer. 1UP.com prisade spelet och noterade att spelets "hela fem timmars upplevelse" var "levande, känslomässigt engagerande och nästan oöverträffad." PC Gamer UK applåderade också åt Episode Two och noterade att det "är de överdådigaste kapitlen i Half-Life-sagan på långa vägar." The New York Times tyckte om spelupplägget och sa: "Slagen i Episode 2 av Half-Life 2 kräver ofta så mycket påhittighet att det sker på snabba reflexer."
Computer and Video Games kommenterade spelets grafik och sa att även om spelets motor "börjar se sin ålder" så är den "underbara konstdesignen och den unika delen av teknisk putsglans något som säkerställer Episode Two […] inte förlorar någon av dess wow-faktor." De noterade också att spelet "går ut på att fixa många av de gnatiga klagomålen som vi hade med Episode One". Övrigt applåderade de för de öppna skogarna samt de steniga kullarna i Episode Two.
Flera granskare noterade brister. The New York Times kommenterade berättelsen av Episode Two med följande: "Medan den sår frön för den sista episoden av trilogin, saknar spelet drivkraft från den föregående episoden." Gamespy kritiserade spelet och sa att det är "lite mer inkonsekvent än sin föregångare" samt att spelets öppningssegment var "förmodligen de svagaste" delarna.